# Toli
Toli (chiń. 托里县; pinyin: Tuōlǐ Xiàn; ujg. تولى ناھىيىسى, Toli Nahiyisi; kaz. تولى اۋدانى, Tolı Awdanı) – powiat w północno-zachodnich Chinach, w regionie autonomicznym Sinciang, w prefekturze Tacheng. W 2000 roku liczył 79 882 mieszkańców.